# Gorzkie Pole
Gorzkie Pole – osada w Polsce położona w województwie wielkopolskim, w powiecie poznańskim, w gminie Pobiedziska, w pobliżu Stacji Promno.
W latach 1975–1998 miejscowość administracyjnie należała do województwa poznańskiego. Ziemia została w dużej części podzielona na działki budowlane i rekreacyjne. 
W północnej części wsi znajdują się pozostałości cmentarza ewangelickiego założonego pod koniec XIX wieku o powierzchni 0,16 ha z licznymi zachowanymi nagrobkami. Cmentarz ma plan kwadratu. Teren porośnięty jest kasztanowcami, jesionami, dębami, a ziemię pokrywa kobierzec z barwinka pospolitego. Z przekazów ustnych wynika, że znajdowały się tam również groby zmarłych na cholerę.
Należy do sołectwa Borowo-Młyn.